# Reuss linea cadetta
La contea sovrana divenuta poi Principato di Reuss linea cadetta (in tedesco Fürstentum Reuß Jüngerer Linie) fu uno stato della Germania, governato dai membri della Casata di Reuss. 
Il ramo cadetto di Gera si genera nel 1672 con il conte Enrico I (1639-92), figlio di Enrico III di Saalberg (1603-40), secondogenito di Enrico II di Gera. 
Conti dell'impero nel 1673 con diritto di voto nel collegio dei conti di Wetterau, regnano su Schleiz e Reichenfels, feudo in comune con la linea di Greiz. La linea acquista la dignità principesca solo nel 1806. 
La numerazione dei sovrani, tutti chiamati Enrico, ricomincia ogni volta da I, col primo conte o principe nato nel nuovo secolo: ad esempio Enrico IV, nato nel 1919, è il quarto principe nato nel XX secolo, figlio di Enrico XXXIX, che è il 39º principe nato nel XIX secolo.
Nella ripartizione territoriale del 1848, al principato spetta Gera, Schleiz e Lobenstein. Nel 1860 lo stato ha circa 81.800 abitanti e 609 militari con una superficie di circa 827 km². Nella guerra del 1866 è alleato della Prussia. Enrico XIV nel 1908 eredita il principato di Greiz in unione personale fino al 1918. 
I conti Reuss di Gera, e i cadetti di Schleiz, di Lobenstein, di Köstritz, di Ebersdorf vennero tutti elevati al rango principesco nel 1806 e loro e i loro successori portarono il titolo di principe Reuss, linea cadetta. È comunque possibile riferirsi a loro usando il nome del loro ramo (ad esempio: Principe Reuss di Köstritz).
- 1) Conti di Gera: si generarono con la divisione del 1616 dopo la morte di Enrico XVI il giovane (1530-72), dal 1564 signore di Kranichfeld e residente a Gera, e si estinsero con l'ultimo conte, Enrico XXX (1727-1802). Divennero conti dell'impero nel 1686 con diritto di voto nel collegio dei conti di Wetterau. Dopo il 1802 lo stato fu assorbito dalla linea di Schleiz.
- 2) Conti di Köstritz: linea cadetta generata da Enrico VI (-15.4.1783) a cui successero Enrico XLIII (-22.9.1814) e Enrico LXIV. Il cugino Enrico LXIX acquistò il titolo di principe (12.11.1853) e con lui si estinse il ramo.
- 3) Conti di Lobenstein: linea cadetta generata dal conte Enrico XV (1710-39) e il figlio Enrico II (1739-82). Successero al trono Enrico XXXV (-1790) ed Enrico LIV (-1824) che divenne principe nel 1806. La famiglia si estinse con lui nel 1824 e fu assorbita dalla linea di Ebersdorf.
- 4) Conti di Ebersdorf: linea del terzogenito Enrico XXIV (1747-79); divennero principi nel 1806 con Enrico LI (1806-22), che ereditò il principato di Lobenstein nel 1824, ma si estinse nel 1853, dopo che l'ultimo principe Enrico LXXII (-17.2.1853), aveva ceduto, abdicando, le sue terre nel 1848 alla linea di Schleiz, lasciandole in eredità alla sorella Sofia Adelaide Enrichetta, andata appunto in sposa ad Enrico LXVII di Reuss Schleiz (18.4.1820).

## Territorio
I territori dei quattro rami separati della linea cadetta si amalgamarono tra il 1824 e il 1848; nel 1905 il principato di Reuss linea cadetta aveva un'area di 827 km² e una popolazione di 145 000 abitanti, con Gera come propria capitale.
A seguito della prima guerra mondiale, il territorio della linea cadetta si unì a quello della linea primogenita nel 1919 per formare la Repubblica di Reuss, che a sua volta divenne parte del nuovo stato della Turingia il 1º maggio 1920.

## Casa principesca
Il Casato di Reuss utilizzava un insolito sistema di nomi e numerazione dei membri maschi della famiglia, ognuno dei quali, da secoli, portava il nome di "Enrico"; mentre la maggior parte delle casate reali e nobili dava un numero solamente ai membri regnanti della dinastia, e nell'ordine di regno, la Casa di Reuss linea cadetta utilizzava un'unica sequenza numerica per tutti i membri maschi della famiglia, che iniziava e terminava, approssimativamente, con il cambio del secolo. Come conseguenza di questa usanza, alcuni principi di Reuss linea cadetta ebbero il numero ordinale più alto attaccato al loro nome rispetto a qualunque altro sovrano europeo. Bisogna inoltre notare che i figli maschi dello stesso nucleo famigliare non avevano necessariamente dei numeri sequenziali, dal momento che tutti i membri della famiglia estesa utilizzavano il medesimo sistema di numerazione; i figli del principe Enrico LXVII Reuss di Schleiz, per esempio, in ordine di nascita, avevano i nomi di Enrico V, Enrico VIII, Enrico XI, Enrico XIV ed Enrico XVI.
La monarchia venne abolita nel 1918 insieme agli altri stati tedeschi.
Un importante membro della famiglia fu Augusta di Reuss-Ebersdorf (1757-1831), nonna materna della regina Vittoria del Regno Unito.
La designazione "linea cadetta" cadde in disuso nel 1930; la linea primogenita si era estinta nel momento in cui il suo ultimo esponente, Enrico XXIV, rinunciò ai suoi diritti nel 1918 e morì celibe nel 1927.

### Conti di Reuss-Gera
- Enrico I il giovane 1564-1572
- Enrico II 1572-1599
- Enrico III Postumo 1600-1635
- Enrico IV 1635-1670
- Enrico V 1670-1686
- Enrico VI 1686-1735
- Enrico VII 1735-1748
- Enrico VIII 1748-1802.

### Conti di Reuss-Schleiz
- Enrico I 1673-1692
- Enrico II 1692-1726
- Enrico III 1726-1744
- Enrico IV 1744-1784
- Enrico V 1784-1818, principe

### Principi Reuss, linea cadetta (1806-1918)
- Enrico I (1806-1818)
- Enrico II (1818-1854)
- Enrico III (1854-1867)
- Enrico IV (1867-1913)
- Enrico V (1913-1918)

### Conti e Principi di Reuss-Lobenstein
- Enrico I 1710-1739
- Enrico II 1739-1782
- Enrico III 1782-1790
- Enrico IV 1790-1824, principe dal 1806.

### Conti e Principi di Reuss-Ebersdorf
- Enrico I 1747-1779
- Enrico II 1779-1822
- Enrico III 1822-1853.

### Capi della Casa di Reuss
- Enrico V (1918-1928)
- Enrico VI (1928-1945/1962): scomparso nel 1945 è stato dichiarato morto nel 1962
- Enrico VII (1962-in carica)

## Altri personaggi notevoli
- Augusta di Reuss-Ebersdorf
- Enrico XXIV di Reuss-Köstritz
- Eleonora di Reuss-Köstritz
- Enrico XV di Reuss zu Plauen

| Controllo di autorità | VIAF (EN) 148339352 · GND (DE) 18557-7 |